# Maison d'Aleksa Popović à Golubac
La maison d'Aleksa Popović à Golubac (en serbe cyrillique : Кућа Алексе Поповића у Голупцу ; en serbe latin : Kuća Alekse Popovića u Golupcu) se trouve à Golubac, dans le district de Braničevo, en Serbie. Elle est inscrite sur la liste des monuments culturels protégés de la république de Serbie (identifiant no SK 2150).